# Veronika Vitzthum
Veronika Vitzthum (* 11. März 1963 in Unken) ist eine ehemalige österreichische Skirennläuferin.
Ihr Weltcupdebüt feierte sie 1981 in der Abfahrt von Saalbach (AUT) mit einem 9. Platz. Die Abfahrt blieb auch ihre Spezialdisziplin, sie realisierte drei Podestplätze in ihrer Karriere:
- 29. Januar 1983: 3. Platz in Les Diablerets (SUI) hinter Doris De Agostini (SUI) und Elisabeth Kirchler (AUT)
- 7. Januar 1984: 2. Platz in Puy St. Vincent (FRA) hinter Gerry Sorensen (CAN)
- 21. Dezember 1984: 2. Platz in Santa Caterina (ITA) hinter Elisabeth Kirchler (AUT)

Ihre risikofreudige Fahrweise zahlte sich nicht immer aus, denn von ihren schweren Knieverletzungen – Stürze in den Rennen von Bad Gastein (AUT), 1984 und Bad Kleinkirchheim (AUT), 1985 – erholte sie sich nie mehr richtig.
1986 beendete Vitzthum mit einem 11. Platz im Super-G von Vail (USA) ihre aktive Rennkarriere.